# Benjamin Kidd

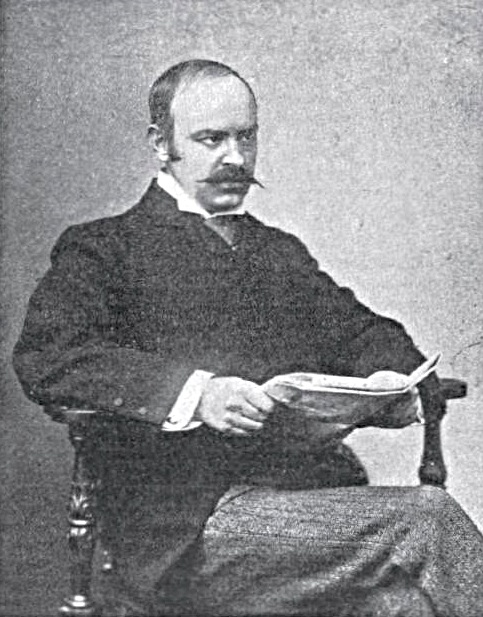
Benjamin Kidd

Benjamin Kidd (* 9. September 1858; † 2. Oktober 1916) war ein britischer Soziologe, der durch das 1894 in England veröffentlichte Werk Social Evolution, ein in mehreren Sprachen übersetzter Bestseller, bekannt wurde. Kidd vertritt darin einen Sozialdarwinismus, der einerseits auf August Weismanns Neodarwinismus Bezug nimmt, andererseits Religion als wesentlichen Faktor einer sozial progressiven Evolution ansieht. Er sieht das Christentum als einen wesentlichen Faktor für den Erfolg der westlichen Welt und speziell die englische Gesellschaft als die höchstentwickelte an.
Wegen der teleologischen Elemente wurden seine Arbeiten schon sehr früh als Pseudowissenschaft bezeichnet. Kidd war ein vehementer Gegner der Eugenik. Da Kidds Sozialdarwinismus eine gemäßigte Position einnimmt bezüglich des traditionell mit dem Sozialdarwinismus verbundenen politischen Konservatismus, der Laissez-Faire-Politik, des Imperialismus und Rassismus, gilt er als unkonventioneller Sozialdarwinist. Ein religiös geprägter Sozialdarwinismus ist auch bei Henry Drummond zu finden.